# 王塤 (延德府院大君)
延德府院大君王塤（韓語：연덕부원대군 왕훈，？—1346年），是高麗國宗室江陽公王滋第三子；第二十五任君主忠烈王王昛的孫子，同時也是第三十四任君主恭讓王王瑤的外祖父。

## 生平
王塤早年事蹟不詳，高麗忠宣王在位時封為延德君（韓語：연덕군），忠肅王三年（1316年）四月升為延德府院大君，後來因為與衛士金永長（韓語：김영장）的妻子淫亂被元朝定罪，到忠穆王二年（1346年）去世。
王塤娶趙氏為妻，有女兒福寧宮主王氏，嫁給定昌府院君王鈞，生下定昌府院君王瑤和定陽君王瑀二人，當定昌府院君成為高麗國王後，在恭讓王三年（1391年）加上外祖父延德府院大君的諡號為良孝公（양효공），外祖母趙氏為安懿妃（안의비）。